# مهرجان لوس أنجلوس السينمائي
مهرجان لوس أنجلوس السينمائي (بالإنجليزية: Los Angeles Film Festival)‏ هو مهرجان سينمائي سنوي يقام في شهر يونيو في كولفر سيتي بولاية كاليفورنيا بالولايات المتحدة. يتنافس في المهرجان أفلام مستقله وعالمية وتجارية ووثائقية وأفلام قصيرة. يدير المهرجان منذ 2001 منظمة الفيلم المستقل، والتي تقوم أيضاً بتنظيم جوائز الروح المستقلة في مدينة سانتا مونيكا منذ 1985.
بدأ المهرجان تحت اسم مهرجان لوس أنجلوس للأفلام المستقلة السينمائي في 1995، واستمر لستة سنوات حتى تم تحويله لاسمه الحالي في 2001. جذب المهرجان القديم 19 ألف زائر في أفضل سنواته، بينما يقوم المهرجان الحالي بجذب حوالي 36 ألف زائر سنوياً.

## روابط خارجية
- الموقع الرسمي للمهرجان.
- الموقع الرسمي لفيلم إندبنتدنت.